# Gradualpsalm
En gradualpsalm, av latin gradus, "en trappa upp", är en psalm som sjungs innan evangelietexten läses under en högmässa inom Svenska kyrkan.
Benämningen anses komma från den ursprungliga ritualdel där evangelieboken av en diakon flyttades från den södra sidan av kyrkan till den norra, alternativt från en tidigare praxis där en försångare ledde psalmen från läspulpetens trappa.